# Lancelot Stafford
Lancelot Henry Grahame Stafford (* 11. Januar 1887 in Shepherd’s Bush, Greater London; † 15. Juni 1940 in Beckenham, Greater London) war ein britischer Leichtathlet.

## Leben und Karriere
Stafford, der bis dahin nie sportlich in Erscheinung getreten war, startete bei den britischen Ausscheidungswettkämpfen zu den Olympischen Spielen 1908 in London. Völlig überraschend konnte er sowohl den Standweit- als auch den Standhochsprung jeweils mit neuem Landesrekord für sich entscheiden. Folgerichtig gehörte er dann auch zum britischen Olympiaaufgebot in diesen Disziplinen.
Aus dem Olympischen Standweitsprungwettbewerb ist keine gemessene Weite Staffords übermittelt, im Hochsprung aus dem Stand kam er mit übersprungenen 1,32 Metern auf einen geteilten 17. Platz.
Im Ersten Weltkrieg gehörte er dem Regiment der Artists Rifles an und wurde im offiziellen Kriegsbericht erwähnt. Er arbeitete über 30 Jahre lang für die Versicherung Phoenix, als er 1935 in den Ruhestand ging, war er deren Manager für das Gebiet von Surrey.
Stafford startete für den Verein London AC, seine persönlichen Bestleistungen waren 1,42 Meter im Standhochsprung und 3,07 Meter im Standweitsprung, beide aufgestellt 1908.